# 高崎市役所
高崎市役所（たかさきしやくしょ）は、日本の地方公共団体である高崎市の組織が入る施設（役所）である。

## 本庁

### 所在地
- 〒370-8501
- 住所：群馬県高崎市高松町35番地1

### 開庁時間
- 午前8時30分～午後5時30分（月曜日から金曜日）
- 納税課（2階）では窓口開設時間を延長（日曜日も窓口を開設）
- 市民ロビー（1階）：午前7時30分～午後10時30分まで
- 中2階ロビー：午前7時30分～午後10時30分まで
- 展望ロビー（21階）:午前8時30分～午後10時まで
- 休日：土曜日・日曜日および祝日・年末年始（12月29日から1月3日）

### アクセス
- 高崎駅徒歩13分。
- 高崎駅からバスで「市役所前」停留所すぐ。

## 支所
倉渕支所
- 〒370-3492
- 高崎市倉渕町三ノ倉303番地（旧・群馬郡倉渕村）

箕郷支所
- 〒370-3192
- 高崎市箕郷町西明屋702番地4（旧・群馬郡箕郷町）

群馬支所
- 〒370-3592
- 高崎市足門町1658番地（旧・群馬郡群馬町）

新町支所
- 〒370-1392
- 高崎市新町3152番地1（旧・多野郡新町）

榛名支所
- 〒370-3392
- 高崎市下室田町900番地1（旧・群馬郡榛名町）

吉井支所
- 〒370-2192
- 高崎市吉井町吉井川371番地（旧・多野郡吉井町）

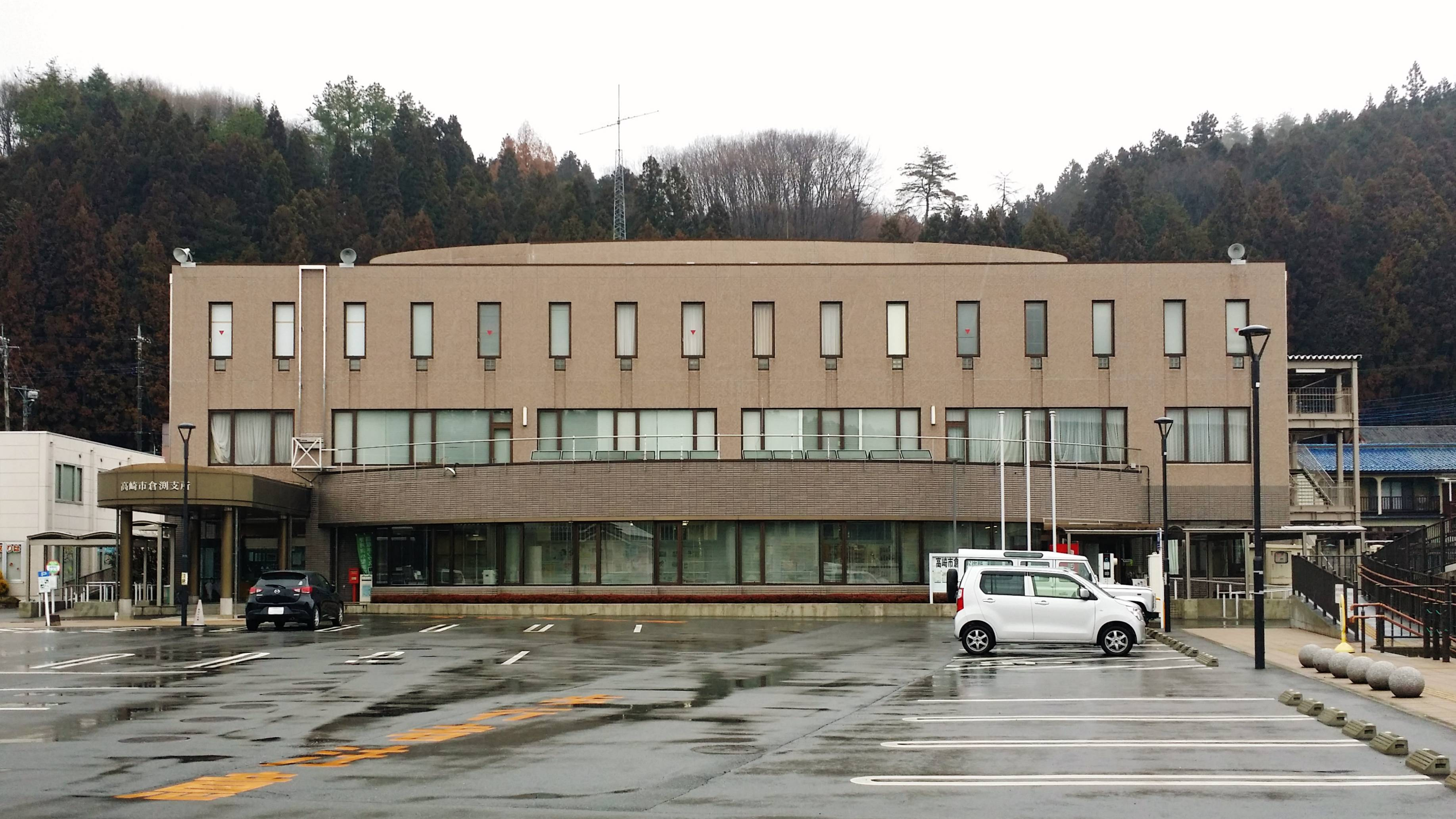
倉渕支所
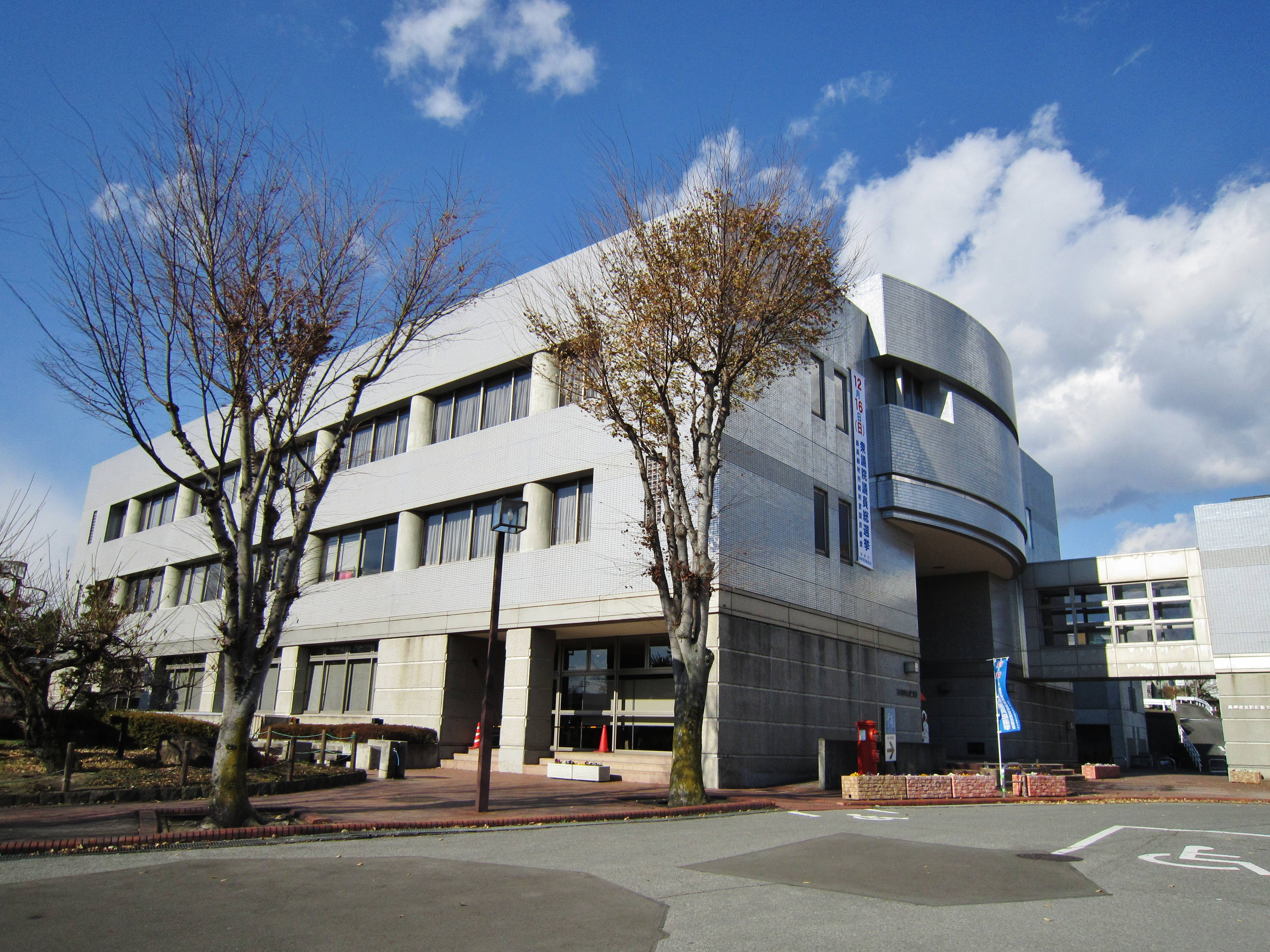
箕郷支所
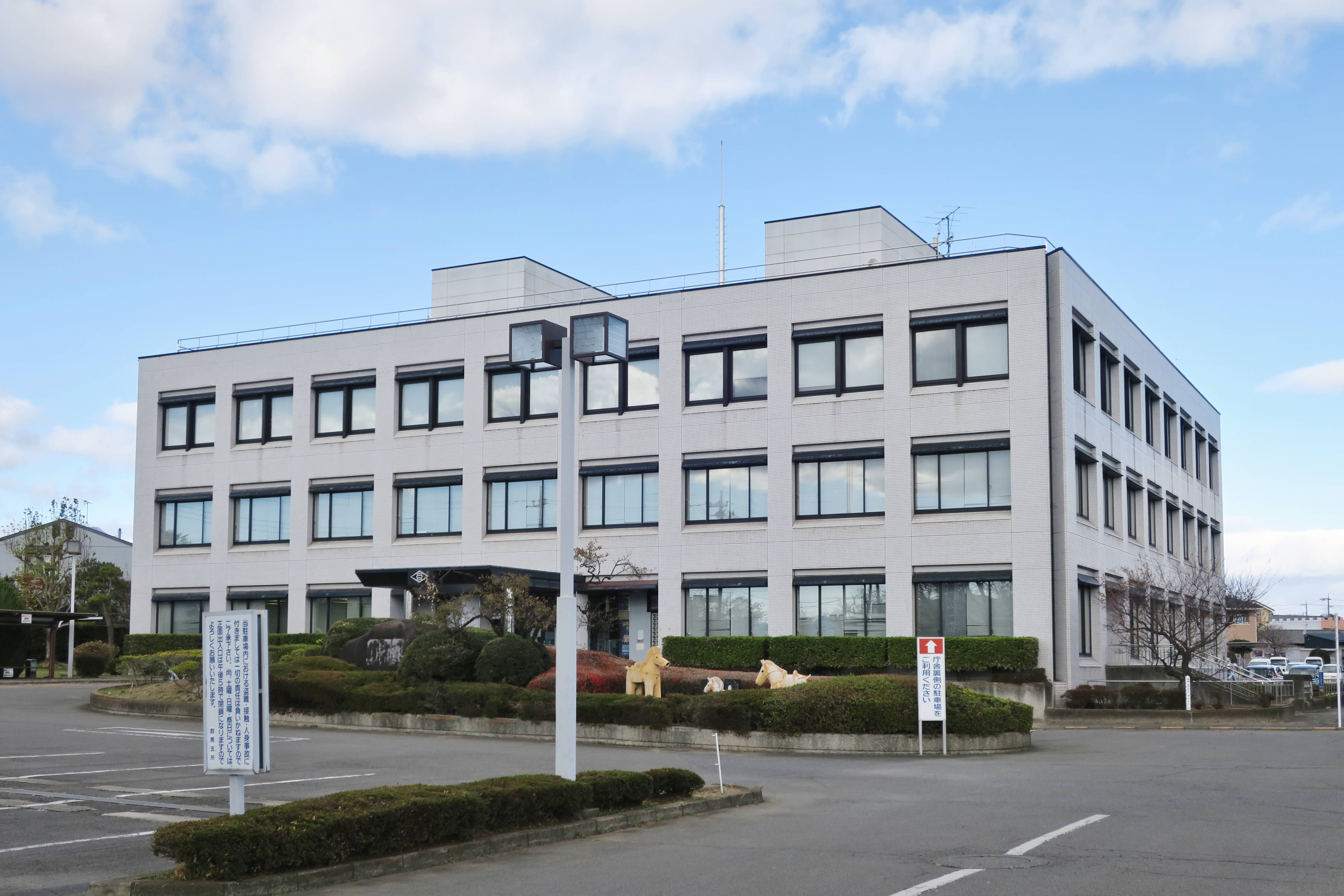
群馬支所
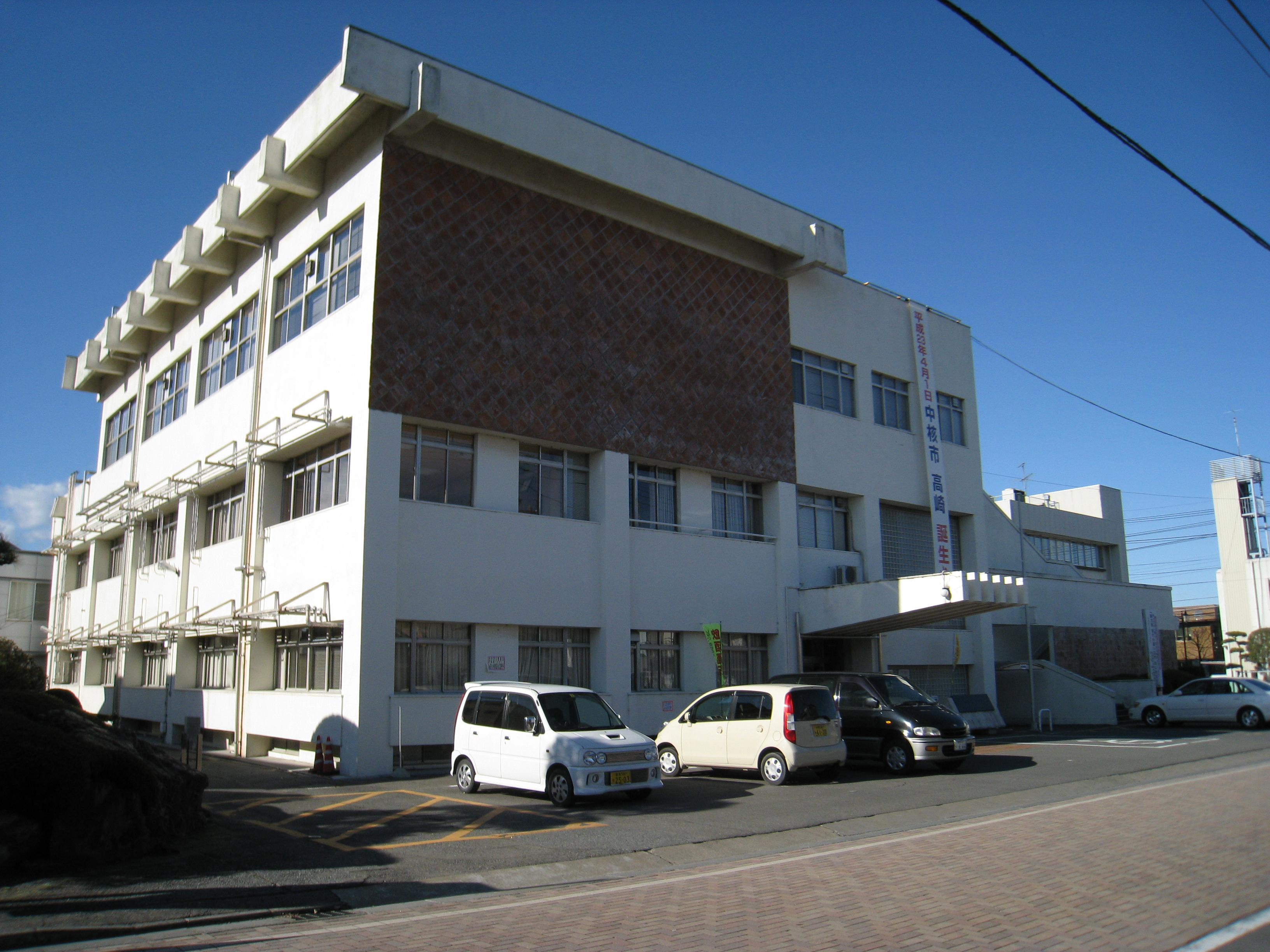
新町支所
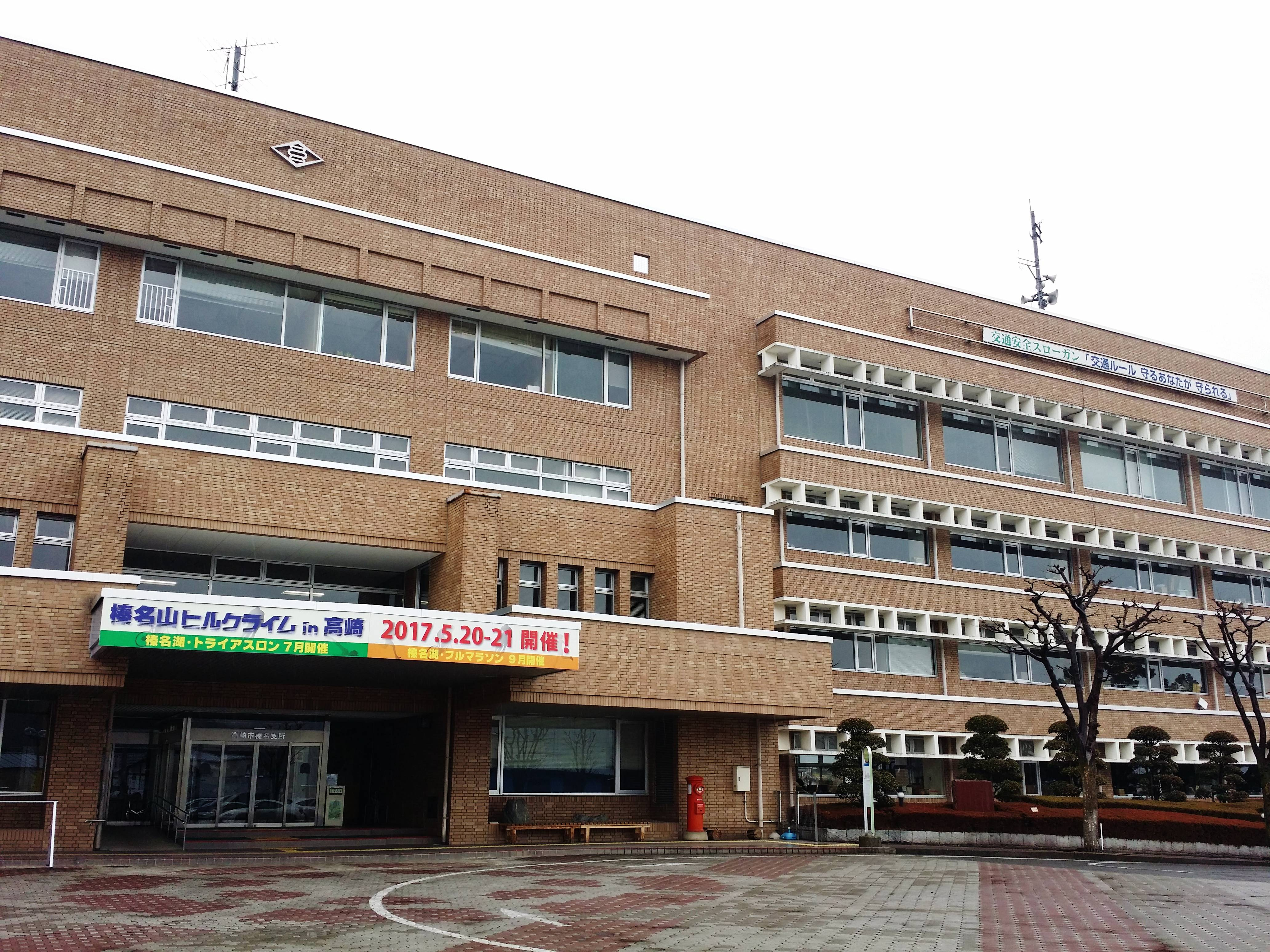
榛名支所
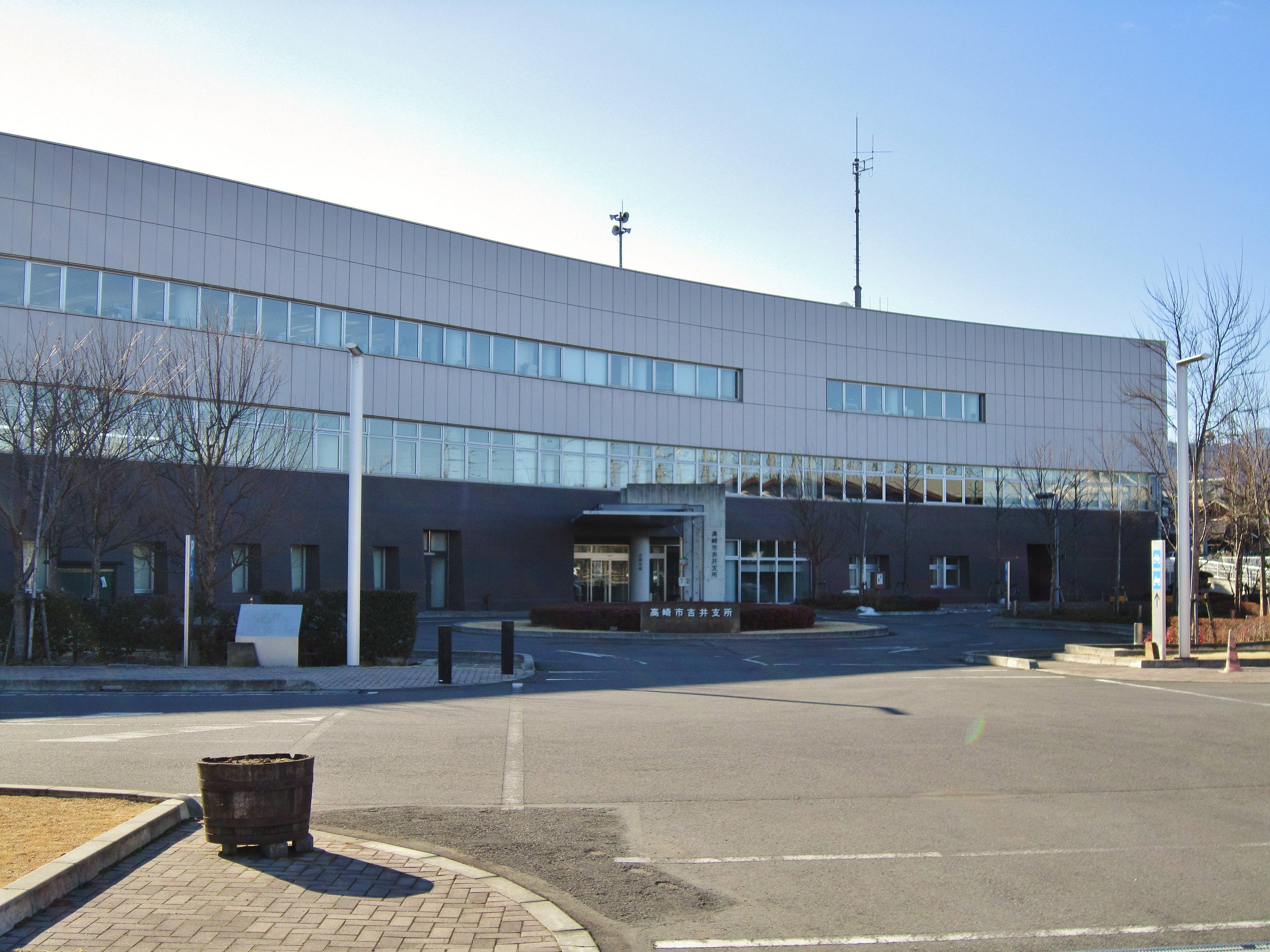
吉井支所

## その他
- 高崎市役所ソフトボール部（男子）：全日本総合男子ソフトボール選手権大会で平成20年・平成27年の２回、優勝している[1][2]。元北海道日本ハムファイターズの大嶋匠も所属している[3]。